# Nero Wolfe, difenditi!
Nero Wolfe, difenditi! (titolo originale The Mother Hunt) è il ventiseiesimo romanzo giallo di Rex Stout con Nero Wolfe protagonista.

## Trama
Un bambino appena nato viene lasciato nell'atrio della casa di Lucy Valdon, vedova di Richard Valdon, famoso scrittore e donnaiolo. Nero Wolfe viene incaricato dalla signora Valdon di appurare se il bambino è figlio di Richard Valdon. La ricerca della madre incomincia dall'esame di alcuni bottoni presenti sulla tutina del neonato. La storia prosegue con ben due omicidi e Wolfe, accusato di nascondere informazioni alla polizia, dovrà abbandonare la sua casa e rifugiarsi nell'appartamento della signora Valdon.

### Personaggi principali
- Nero Wolfe: investigatore privato
- Archie Goodwin: suo assistente
- Fritz Brenner: cuoco e maggiordomo
- Saul Panzer, Fred Durkin e Orrie Cather: investigatori privati
- Dick Valdon: scrittore di successo
- Lucy Valdon: vedova di Dick
- Ellen Tenzer: infermiera in pensione
- Anne Tenzer: nipote di Ellen
- Carol Mardus: consulente letteraria
- Julian Haft: presidente della Parthenon Press
- Leo Bingham: produttore televisivo
- Willis Krug: agente letterario
- Manuel Upton: direttore del Distaff
- Cramer: ispettore della Squadra Omicidi

## Critica
""Nero e Archie fanno una delle loro fughe da casa, e la scena del grande confronto viene organizzata nel loro rifugio. Nero è competente, ma non in maniera notevole, nello scoprire chi ha commesso i due delitti e chi ha dato alla luce il bambino."
"The Mother Hunt contiene due diversi misteri: 

- Scoprire l'identità della madre sconosciuta di un bambino abbandonato (capitoli da 1 a 14). [...] Questa parte utilizza un solido lavoro di indagine: è un racconto modello su detective che scoprono un mistero. È anche piacevolmente dettagliato, il che crea una buona narrazione. Archie annuncia che questa caccia è finita all'inizio del capitolo 14.
 
- Scoprire chi è l'assassino (capitoli 14-19). Questa parte è scarsa: mancano una trama ingegnosa, indizi sull'identità dell'assassino, e perfino un buon movente per l'omicida. The Mother Hunt così somiglia a The Doorbell Rang nel senso che i suoi elementi non legati al delitto sono molto migliori del poco interessante mistero dell'omicidio. [...]

The Mother Hunt non fornisce alcuna buona ragione perché Wolfe nasconda alla polizia informazioni sugli omicidi. Certo, andare alla polizia esporrebbe la sua cliente a un interrogatorio. Ma questo non è sufficiente a giustificare il reato di trattenere informazioni. Il libro non si ferma mai a considerare se sia moralmente giusto per Wolfe e la sua cliente scoprire l'identità della madre del bambino. Nella vita reale, i bambini che vengono abbandonati dai genitori hanno spesso origini dolorose. Il libro non indaga nemmeno sulla moralità di Wolfe che indaga sulle vite personali di molte donne che sono "sospettate" per il ruolo della madre sconosciuta."

## Edizioni
- Rex Stout, Nero Wolfe, difenditi!, traduzione di Laura Grimaldi, collana I Classici del Giallo Mondadori (n. 362), Arnoldo Mondadori Editore, 1980,  p. 190.
- Rex Stout, Nero Wolfe, difenditi!, collana Il Giallo Mondadori n.806, Arnoldo Mondadori Editore, 1964.